# Ох і Ах йдуть у похід
«Ох і Ах йдуть у похід» — мальований
мультиплікаційний фільм, який створив в 1977 році режисер Юрій Прітков. Продовження мультфільму "Ох і Ах" 1975 року.

## Сюжет
На початку мультфільму сусіди вкотре почули стогін Оха. Дід Ай-яй-яй вирішує вилікувати Оха походом на природу. Той неохоче погоджується і йде у похід разом із Ахом.
Несподівано Ох повисає на мосту; Ах кидається його рятувати, але в результаті обидва товариші падають у воду. Повісивши свої речі сушитись, друзі влаштовують пікнік на природі, і Ах пригощає Оха кашею. Вранці їх ковдру тягне блудлива коза, але Ах зупиняє її і годує залишками каші. Потім друзі збирають речі та йдуть додому.
Наприкінці фільму Ах та Ох повертаються додому веселими та здоровими, принісши сусідам квіти. Потім Ох пускає квіти на весь екран і друзі махають глядачам руками на прощання.

## Творці
- автор сценарію Людмила Зубкова
- режисер Юрій Прітков
- художник-постановник Тетяна Сазонова
- композитор Євген Птічкін
- оператор Михайло Друян
- звукооператор Борис Фільчиков
- помічники Ольга Апанасова, Олена Гололобова, О. Павлова, Н. Козлова
- монтажниця Галина Смирнова
- художники-мультиплікатори: Марина Восканьянц, Федір Єлдінов, Володимир Шевченко, Йосип Куроян, Олег Сафронов, Микола Федоров, Олег Комаров
- художник Анна Атаманова
- текст читає В'ячеслав Невинний
- редактор Наталія Абрамова
- директор картини Любов Бутиріна